# FINOM
Finom (Finom Payments B.V.) es una empresa europea de tecnología financiera, neobanca y entidad de dinero electrónico (EMI) que ofrece servicios bancarios y de gestión financiera para empresas.

## Historia
Tiene su sede en Ámsterdam y fue fundada en los Países Bajos en 2019 por cuatro cofundadores: Andrey Petrov, Oleg Laguta, Konstantin Stiskin y Yakov Novikov. Antes de fundar Finom, lanzaron un neobanco con sede en la CEI llamado Modulbank.
En 2020, empezó prestando servicios de facturación electrónica en Italia, y después amplió sus servicios y nuevas funcionalidades a otros países de la UE, como Alemania y Francia.
En 2020, como start-up, Finom recibió una ronda semilla de 6,5 millones de euros de Target Global, con participación de General Catalyst. Entre los inversores se encontraban FJLabs, Tamaz Georgadze, Frank Freund, Michael Stephan (cofundadores de Raisin) e Ilya Kondrashov (fundador de MarketFinance). 
Durante el mismo 2020, Finom obtuvo 10,3 millones de euros más, para un total de 16,8 millones de euros de capital. Esta cantidad ya estaba garantizada antes de la ronda de financiación de serie A de Finom.
En 2021, Finom obtuvo su propia licencia de IME concedida por el banco central de los Países Bajos, Banco de los Países Bajos (DNB), para operar en toda Europa sin dejar de colaborar con los bancos asociados Treezor (Francia) y Solaris (Alemania, Italia).
En 2022, la empresa atrajo 33 millones de euros en financiación de serie A de accionistas internos como Target Global, Entrée Capital, Cogito Capital y General Catalyst.
A principios de 2024, Finom recaudó 50 millones de euros en una ronda de financiación de serie B liderada por las empresas de inversión de primer nivel mundial General Catalyst y Northzone. Como resultado, Finom ha recaudado más de 100 millones de euros desde su creación.